# Zwartnekgrondspecht
De zwartnekgrondspecht (Colaptes atricollis) is een vogel uit de familie Picidae (spechten).

## Verspreiding en leefgebied
Deze soort is endemisch in Peru en telt twee ondersoorten:
- C. a. atricollis: westelijk Peru.
- C. a. peruvianus: oostelijk Peru.